# Lorňon

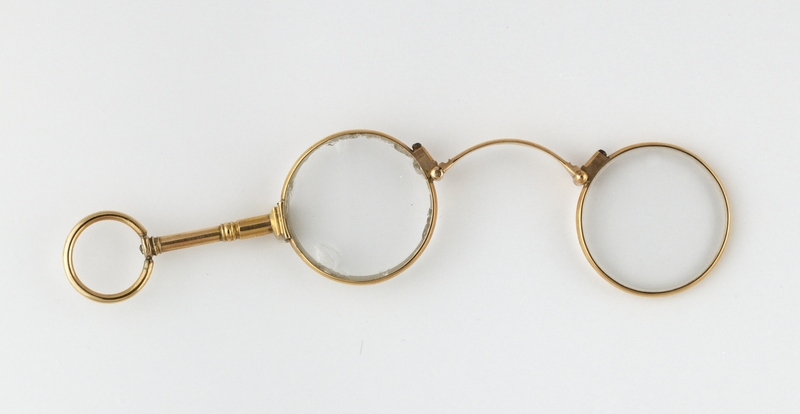
Zlatý lorňon Davida S. Mitchella

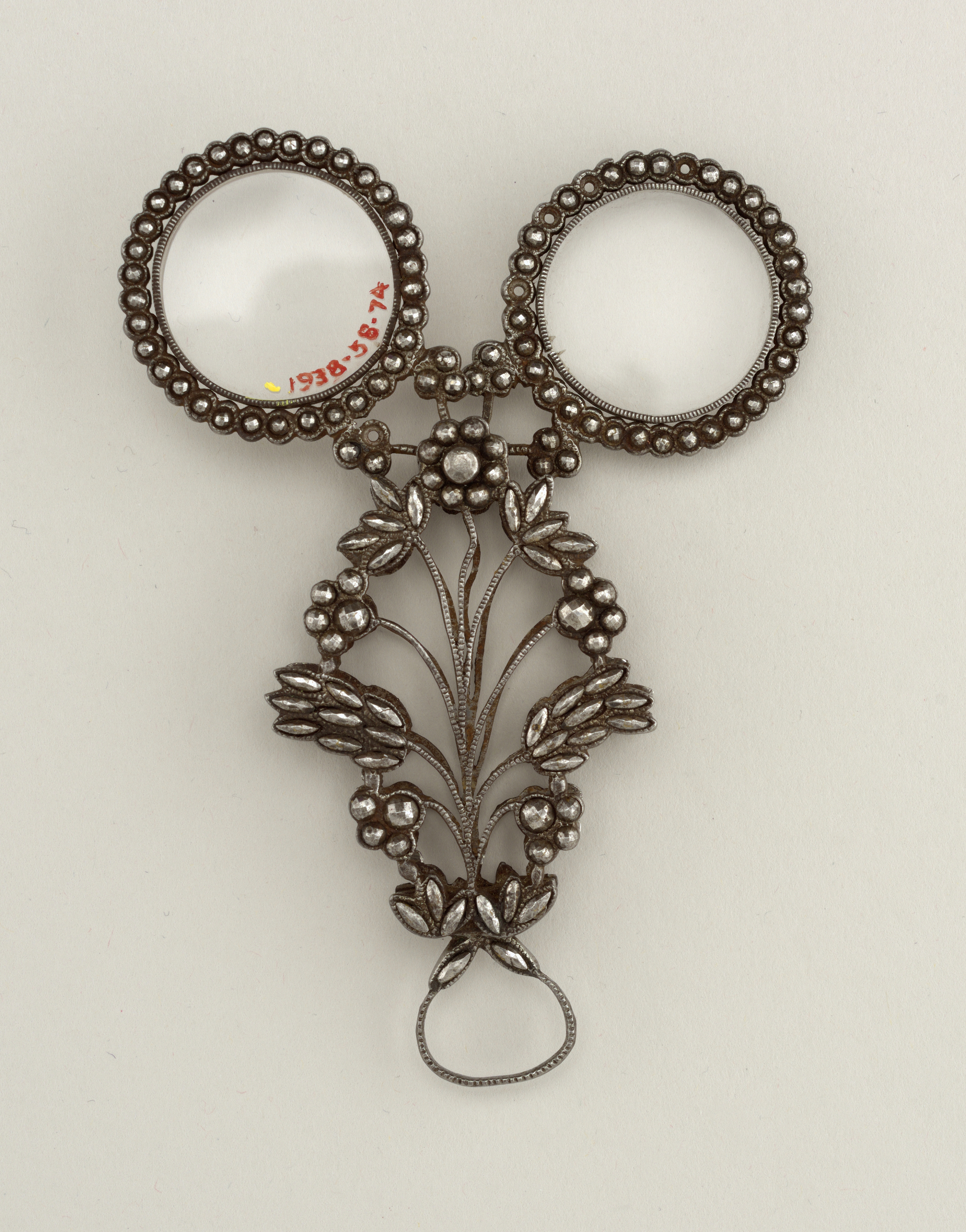
Nůžkové brýle, Francie, 19. století

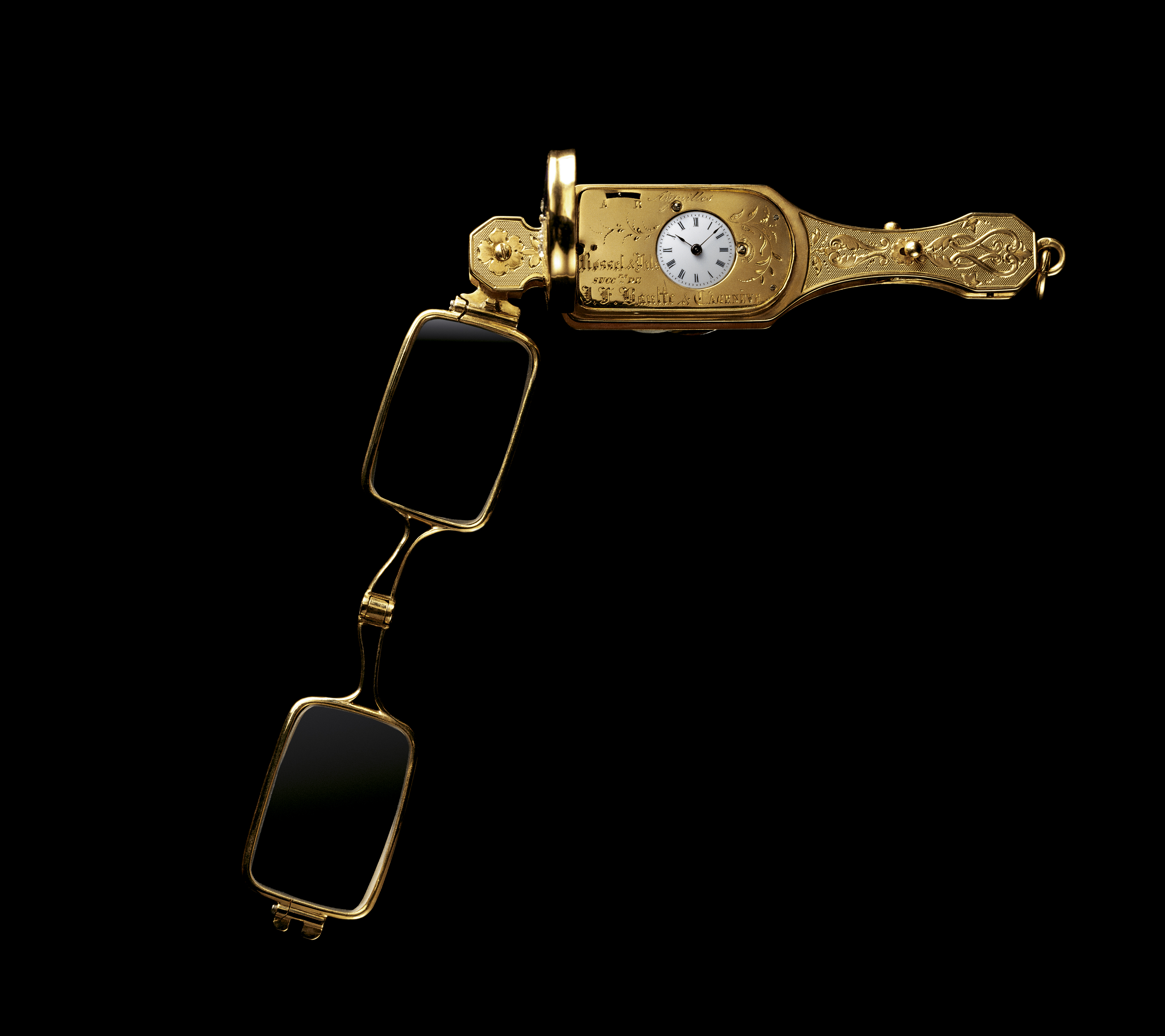
Pouzdro s hodinkami a vyskakovacím lorňonem, Rossel & Fils, kolem 1860

Lorňon také lornět, lorgnet, lorgneta, lorněta, lorgnon, jsou mono nebo častěji binokulární brýle s delší šikmou rukojetí, určené především pro příležitostné prohlížení nebo krátké čtení, také jako módní doplněk oděvu nošený na řetízku.
Slovo „lorňon“ je odvozeno z francouzského slovesa lorgner, „pokukovat, pokradmu se dívat“, francouzské lorgnon označuje jednočočkový monokl, lorňon se nazývá lorgnette (ženský rod).

## Historie
Původ lorňonu sahá do 15. století do skupiny prvních brýlí, kdy bylo třeba příležitostně nahlížet do textů knih pomocí čoček vybroušených z čirého berylu nebo skla. Zhotovovaly se jak s držadlem, tak bez něj. Zvláštním typem byly nůžkové brýle, jejichž pevné držadlo je uprostřed a drží se před obličejem.
Angličan George Adams ideu lorňonu technicky zdokonalil kolem roku 1770. Nejpopulárnější byly v 19. století, především pak ve Francii a ve Švýcarsku, kde se skládací lorňony montovaly do pouzdérka s miniaturními hodinkami s tlačítkem a pérkem. Po designovém vylepšení Robertem Betell Batem roku 1825 se lorňony používaly také jako šperk či oděvní doplněk. Vrchol módní obliby lorňon zaznamenal v letech 1870–1920.
Z českých politiků užíval lorňon například Albín Bráf, ze spisovatelů Svatopluk Čech. Zámožné a vzdělané ženy často dávaly lorňonu přednost před klasickými brýlemi. V českých filmových komediích meziválečné doby se lorňon stal atributem komické osoby (např. Růžena Šlemrová).

## Materiály
Obroučky a rukojeť bývaly z rohoviny, celuloidu, oceli, mědi, zlaceného stříbra, někdy ze zlata, s výzdobou z perleti, slonoviny či drobných drahých kamenů.
Skládací lorňony mají uprostřed pant, montovaly se jako součást šatlény do pouzdérka s miniaturními hodinkami, se stiskacím tlačítkem na pérko.
Lorňon se nosil a nosí se dosud na maškarních plesech a často i v opeře.